# São João (Pernambuco)
São João é um município brasileiro do estado de Pernambuco. Administrativamente, o município é formado pelo distrito sede e pelos povoados de Frexeiras, Taquari e Volta do Rio.

## História
Em 22 de dezembro de 1672, o governador-geral do Brasil, Afonso Furtado de Castro do Rio de Mendonça, Visconde de Barbacena, deferindo requerimento ao desembargador e ouvidor-geral do Brasil, Cristóvão de Burgos de Cantareira, e outros, no território destas sesmarias, além de outros, se formou o Sítio de Burgos.
As Sesmarias concedidas por herdeiros foi vendida a Manuel da Cruz Vilela, que depois se casou com D. Maria Pereira Gonçalves. Do casal, nasceram quatro filhos, João Pereira Vilela, Tenente José Pereira da Cruz Vilela, Dr. Francisco da Cruz Vilela e Antonio Anselmo da Cruz Vilela.
As terras onde hoje se situa o município de São João eram originalmente pertencentes à fazenda Burgos, de Manuel da Cruz Vilela. Os dados sobre esta fazenda são imprecisos. Em 1855, São João figura como distrito de Garanhuns. O povoamento foi intensificado com a inauguração da Estrada de Ferro Sul Pernambuco em 1887. A emancipação política ocorreu em 25 de novembro de 1958, pela lei estadual lei nº 3.280. A instalação do município só viria a ocorrer em 1962.
Naquelas terras formou-se o Sítio São João, o qual mais tarde tornou-se um povoado que conforme ata de 23 de janeiro de 1883, da Câmara de Vereadores de Garanhuns, tornou-se sede de um distrito. O referido povoado teve o seu desenvolvimento incrementado pela Estrada de Ferro que atingiu em 1885.
No ano de 1958, por projeto apresentado e deferido pelo deputado estadual Elpídio de Noronha Branco, a Assembleia Estadual de Pernambuco, por lei sancionada, o elevou a categoria de cidade, desmembrando o território do seu distrito o município de Garanhuns para com ele compor o seu próprio município.
O topônimo do povoado origina-se de uma capela dedicada a São João.

## Geografia
Localiza-se a uma latitude 08º52'32" sul e a uma longitude 36º22'00" oeste, estando a uma altitude de 716 metros. Sua população estimada em 2014 era de 22.284 habitantes.
O município está inserido na unidade geoambiental das Superfícies Retrabalhadas, com relevo dissecado e vales profundos. A vegetação nativa é composta por Floresta Subperenifólia, com partes de Floresta Hipoxerófila.
São João encontra-se nos domínios da bacia hidrográfica do rio Mundaú, tendo como seus principais cursos hidrográficos os rios Canhoto e Inhaúma e os riachos do Papagaio, Volta do Rio, de Dentro, do Tamborim e Mocambo, todos de regime intermitente. Conta ainda com os recursos do açude Municipal.
O município de São João se distancia da capital 236km, através da PE 177, asfaltada. Distancia-se a 16km de Garanhuns, 12km de Angelim, 24km de Jupi e 31 km de Palmeirina, municípios com os quais faz fronteira. O percurso é feito por estradas asfaltadas e de barro.

## Histórico de prefeitos
| Prefeito (a)                        | Período do mandato |
| ----------------------------------- | ------------------ |
| Erasmo Bernardino Vilela            | 1958               |
| Pedro de Souza Lima                 | 1962               |
| João de Assis Moreno                | 1962-1966          |
| Marly Wanderley Lopes Lima          | 1966-1970          |
| Luiz Barbosa                        | 1970-1972          |
| Elias Lopes Lima Filho              | 1973-1976          |
| Antônio Tenório                     | 1977-1982          |
| Luiz Gonzaga Cabral                 | 1983-1988          |
| Antônio de Pádua Maranhão Fernandes | 1989-1992          |
| Luiz Gonzaga Cabral                 | 1993-1996          |
| Antônio de Pádua Maranhão Fernandes | 1997-2000          |
| Antônio de Pádua Maranhão Fernandes | 2001-2004          |
| Pedro Antônio Vilela Barbosa        | 2005-2008          |
| Pedro Antônio Vilela Barbosa        | 2009-2012          |
| José Genaldi Ferreira Zumba         | 2013-2016          |
| José Genaldi Ferreira Zumba         | 2017-2020          |
| José Wilson Ferreira de Lima        | 2021-Atual         |